# Platypelis
Platypelis là một chi động vật lưỡng cư trong họ Nhái bầu, thuộc bộ Anura. Chi này có 10 loài và 50% bị đe dọa hoặc tuyệt chủng.

## Hình ảnh

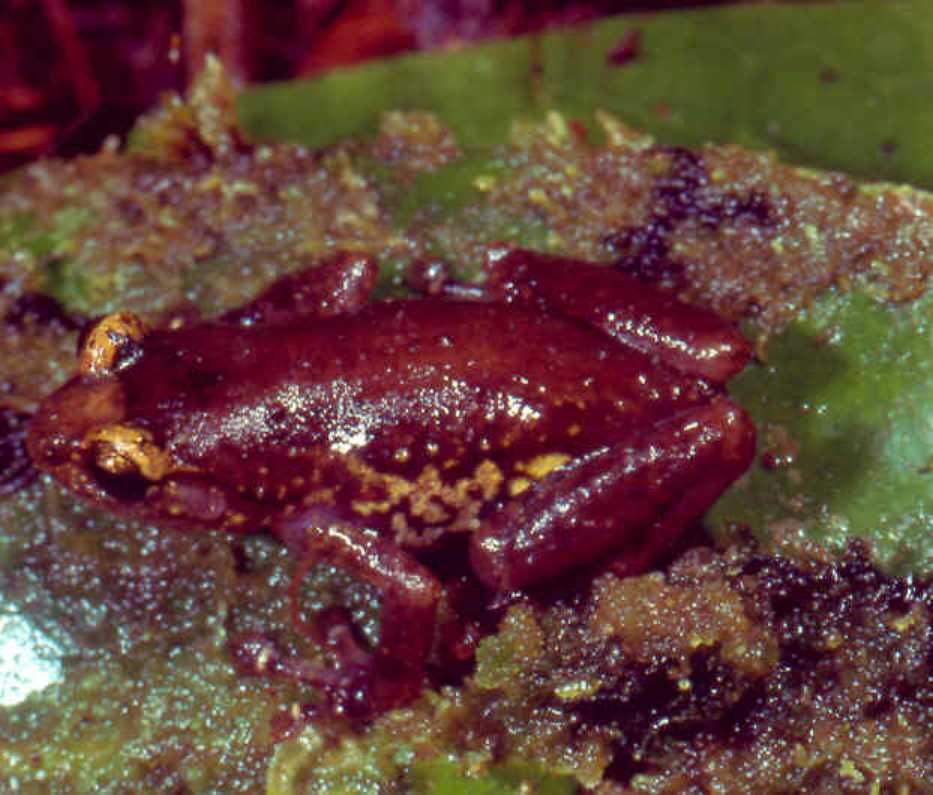
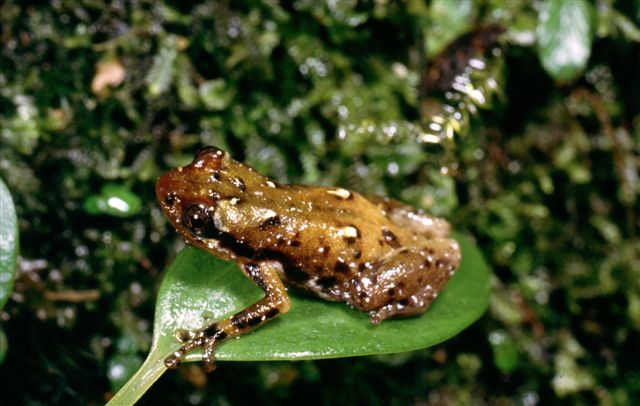
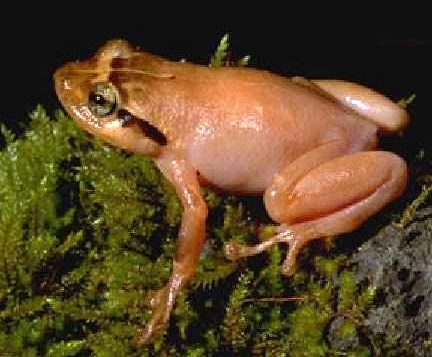